# Dragon Ball Z: Battle of Gods
Dragon Ball Z: Battle of Gods (ドラゴンボールZ 神と神, Doragon Bōru Zetto: Kami to Kami, litt. : Dragon Ball Z : dieu et dieu) est le 18e film d'animation japonais de l'univers Dragon Ball, sorti le 30 mars 2013 au Japon. Réalisé par Masahiro Hosoda, c'est le premier film japonais disponible au format IMAX.
Le film débute alors que la menace de Boo a été stoppée, et la paix est revenue sur Terre. Mais, Beerus, le dieu de la destruction, se réveille d’un long sommeil de 39 ans et décide de partir à la recherche du Super Saïyen divin, un guerrier surpuissant qui devrait lui offrir un combat à sa mesure, c'est ce que le Poisson Oracle prédit à Beerus.
Akira Toriyama, le créateur d'origine, est impliqué directement dans l'écriture du scénario.
Le film est produit peu de temps après Dragon Ball Z Kai . 
L'histoire se déroule après le passage de Boo et s'intègre totalement dans la trame du manga. Il ne s'agit donc pas d'un dérivé.

## Synopsis
Quatre ans après la disparition de Boo, Beerus, le dieu de la destruction, se réveille après 39 ans d’hibernation. Quelques années auparavant, le Poisson Oracle lui avait prédit qu'un puissant guerrier se dresserait contre lui dans exactement 39 ans. Ayant eu écho de la mort de Freezer, Beerus décide alors de partir à la recherche de son bourreau, Son Goku, dans l'espoir de tomber sur le fameux guerrier de la prophétie du Poisson Oracle.
Alors que Son Goku s'entraîne sur la planète du Kaioh du nord, Beerus, le dieu de la destruction, suivi par son compagnon de toujours, Whis, vient rendre visite à ce dernier et souhaite rencontrer le Saiyan. Lorsque celui-ci lui demande s'il connait le Super Saiyan divin, Son Goku lui répond n'en avoir jamais entendu parler et propose à Beerus de le défier en combat singulier. Le dieu accepte, à condition que son adversaire se donne à fond. Goku ne tarde pas alors à se transformer en Super Saiyan 3, mais malgré cela, il est battu en à peine deux coups. Kaioh informe Vegeta de la défaite de son rival face au dieu de la destruction et lui conseille d'être prudent, afin d'éviter de provoquer la colère de celui-ci. En effet, les deux divinités débarquent à l'improviste à l'anniversaire de Bulma, où toute la Z Team a été conviée. Malheureusement, la fête tourne au cauchemar, car Boo provoque la colère de Beerus en refusant de partager ses flans. Tous les guerriers sont neutralisés, même Vegeta. Furieuse que le dieu de la destruction ait gâché son anniversaire, Bulma le gifle, mais ce dernier lui rend la pareille. Enragé, le prince des Saiyans se transforme en Super Saiyan 2 et prend temporairement l'avantage sur son opposant, jusqu'à ce que celui-ci l'assomme.
Alors qu'il allait détruire la Terre après avoir battu Oolong à Shifumi, Goku effectue son retour et demande au dieu de la destruction quelques minutes de répit supplémentaires, car le Saiyan croit savoir comment faire apparaitre le Super Saiyan divin. Il invoque Shenron, qui lui raconte l'histoire de la légende et la façon de procéder. Avec l'aide de Trunks, Vegeta et ses deux fils, il tente la transformation, mais c'est un échec. Videl annonce ensuite, par le biais de Dendé, qu'elle est enceinte et participe au rituel, qui est une réussite et Goku devient alors le Super Saiyan divin. Avec ses nouveaux pouvoirs, il combat à nouveau le dieu de la destruction et le combat s'intensifie et s'équilibre entre eux, jusqu'à ce que le Saiyan perde sa nouvelle apparence, ce qui permet à Beerus d'avoir l'ascendant. Alors que ce dernier lance sa plus puissante attaque pour détruire la planète, Goku se transforme de lui-même en Super Saiyan divin et réussit à l'exploser. Mais cette dépense d'énergie l'a complètement épuisée. Après avoir tout raconté au Saiyan, Beerus le sauve d'une mort certaine et alors qu'il compte détruire la Terre, il y renonce, épuisé par son combat. Les deux divinités rentrent chez elles, pendant que toute la Z Team reprenne l'anniversaire de Bulma, là où il s'était arrêté.

## Fiche technique
- Titre original : ドラゴンボールZ 神と神 (Doragon Bōru Zetto: Kami to Kami)
- Titre international : Dragon Ball Z: Battle of Gods
- Titre alternatif traduit en français : Dragon Ball Z : La bataille des dieux
- Réalisation : Masahiro Hosoda
- Scénario : Akira Toriyama et Yusuke Watanabe, adapté du manga Dragon Ball d’Akira Toriyama
- Character designer : Tadayoshi Yamamuro
- Studio d’animation : Toei Animation
- Distribution : 20th Century Fox (États-Unis)
- Pays d’origine :  Japon
- Langue originale : japonaise
- Genre : Aventure, fantastique
- Durée : 85 minutes (cinéma) ; 103 minutes (version longue)
- Date de sortie :
  - Japon : 30 mars 2013 (cinéma) ; 13 septembre 2013[5] (DVD)
  - États-Unis : 7 octobre 2014[6] (sorti directement en DVD et Blu-ray)
  - France : 11 février 2015[7] (sorti directement en DVD et Blu-ray)

## Doublage
| Personnage     | Voix japonaises,               | Voix françaises,   |
| -------------- | ------------------------------ | ------------------ |
| Son Goku       | Masako Nozawa                  | Patrick Borg       |
| Son Gohan      | Masako Nozawa                  | Mark Lesser        |
| Son Goten      | Masako Nozawa                  | Brigitte Lecordier |
| Vegeta         | Ryō Horikawa                   | Éric Legrand       |
| Trunks         | Takeshi Kusao                  | Anouck Hautbois    |
| Gotenks        | Masako Nozawa et Takeshi Kusao | Brigitte Lecordier |
| Piccolo        | Toshio Furukawa                | Philippe Ariotti   |
| Krilin         | Mayumi Tanaka                  | Monique Nevers     |
| Beerus         | Kōichi Yamadera                | Bruno Magne        |
| Whis           | Masakazu Morita                | Bruno Méyère       |
| Bulma          | Hiromi Tsuru                   | Céline Monsarrat   |
| Videl          | Yuko Minaguchi                 | Jennifer Fauveau   |
| Chichi         | Naoko Watanabe                 | Jennifer Fauveau   |
| M. Satan       | Unshō Ishizuka                 | Frédéric Bouraly   |
| Boo            | Kōzō Shioya                    | Patrick Borg       |
| Yamcha         | Tōru Furuya                    | Éric Legrand       |
| Tenshinhan     | Hikaru Midorikawa              | Marc Bretonnière   |
| Tortue Géniale | Masaharu Satō                  | Gilbert Levy       |
| Kaioh          | Jōji Yanami                    | Gilbert Levy       |
| Kaiohshin      | Yūji Mitsuya                   | Vincent de Bouard  |
| Doyen Kaioh    | Ryōichi Tanaka                 | Gilbert Levy       |
| Dende          | Aya Hirano                     | Marie Millet       |
| C18            | Miki Itō                       | Brigitte Lecordier |
| Oolong         | Naoki Tatsuta                  | Philippe Ariotti   |
| Freezer        | Ryusei Nakao                   | Philippe Ariotti   |
| Mère de Bulma  | Yoko Kawanami                  | Marie Millet       |
| Pual           | Naoko Watanabe                 | Céline Monsarrat   |
| Pr Brief       | Jōji Yanami                    | Marc Bretonnière   |
| Gyumao         | Ryūzaburō Ōtomo                | Marc Bretonnière   |
| Pilaf          | Shigeru Chiba                  | Benjamin Pascal    |
| Maï            | Eiko Yamada                    | Joséphine Ropion   |
| Shû            | Tesshō Genda                   | Stéphane Marais    |
| Shenron        | Kenji Utsumi                   | Antoine Nouel      |
| Narrateur      | Jōji Yanami                    | Michel Ruhl        |

## Autour du film
Une adaptation en anime comics est publiée le 4 octobre 2013 en version japonaise par Shūeisha et le 11 février 2015 en version française par Glénat. 
Le 5 juillet 2015, la série Dragon Ball Super débute et reprend l'histoire du film pour la rallonger.